# Newman (Kalifornia)
Newman város az USA Kalifornia államában, Stanislaus megyében. Lakosainak száma 12 351 fő (2020. április 1.).

## Népesség
A település népességének változása:
| Lakosok száma | 621  | 10 224 | 12 351 |
|               | 1890 | 2010   | 2020   |